# نیروگاه برق آبی نانت دی رانس
نیروگاه برق آبی نانت دی رانس (به لاتین: Nant de Drance Hydropower Plant) یک نیروگاه ذخیره تلمبه‌ای در سوئیس است که در کانتون وله واقع شده‌است.